# Staffanstorp
Staffanstorp egy település Svédország legdélibb megyéjében, Skåne megyében. A város alkotja Staffanstorp község központját.